# Eagle (automerk)

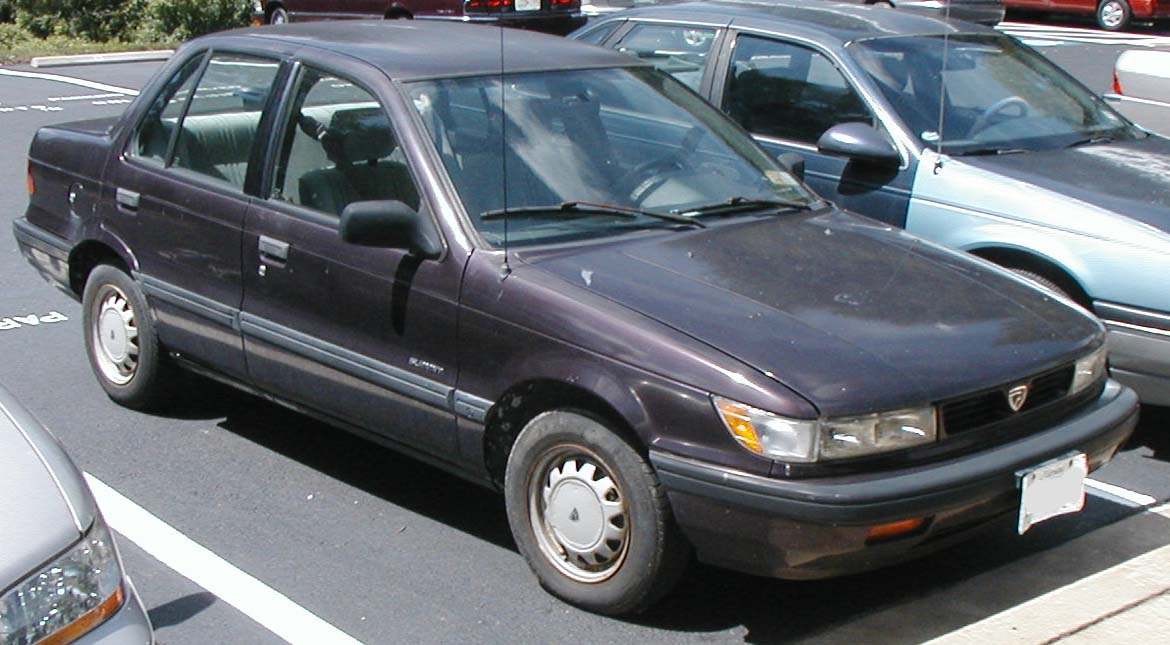
Eagle Summit uit 1989-1992.

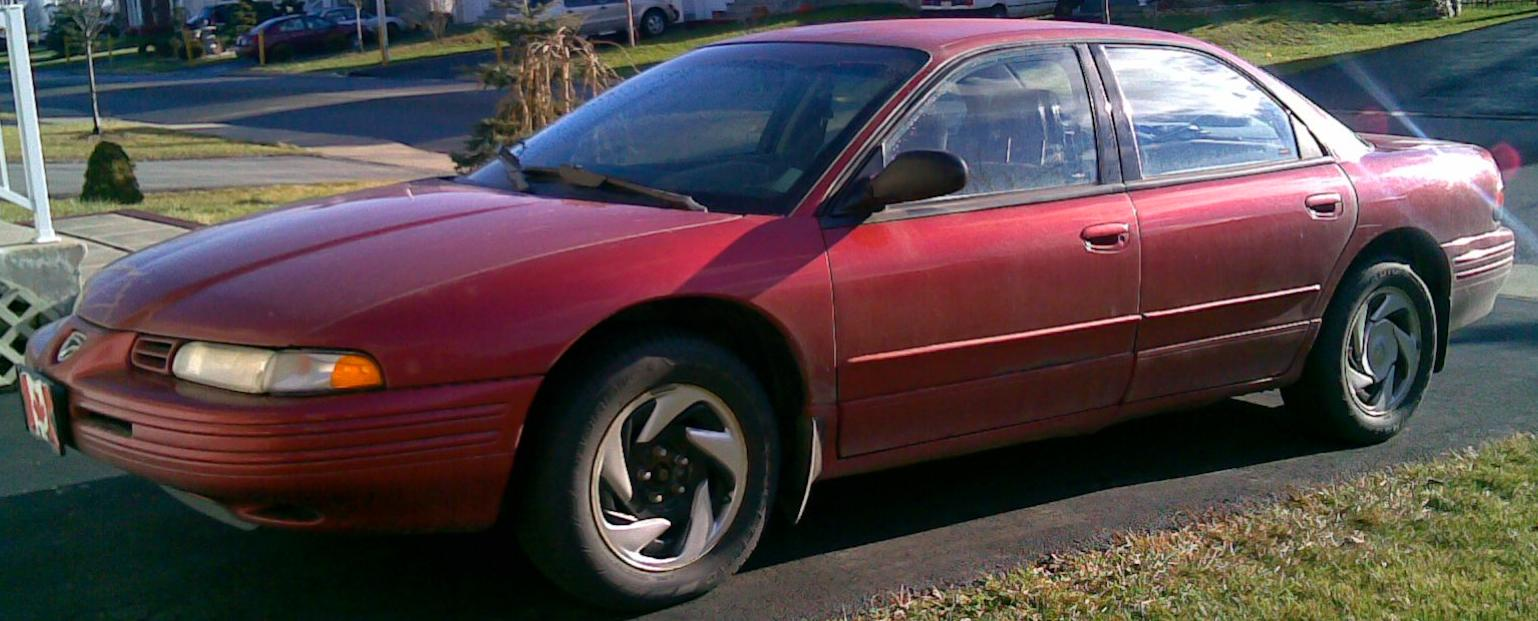
Eagle Vision uit 1993-1997.

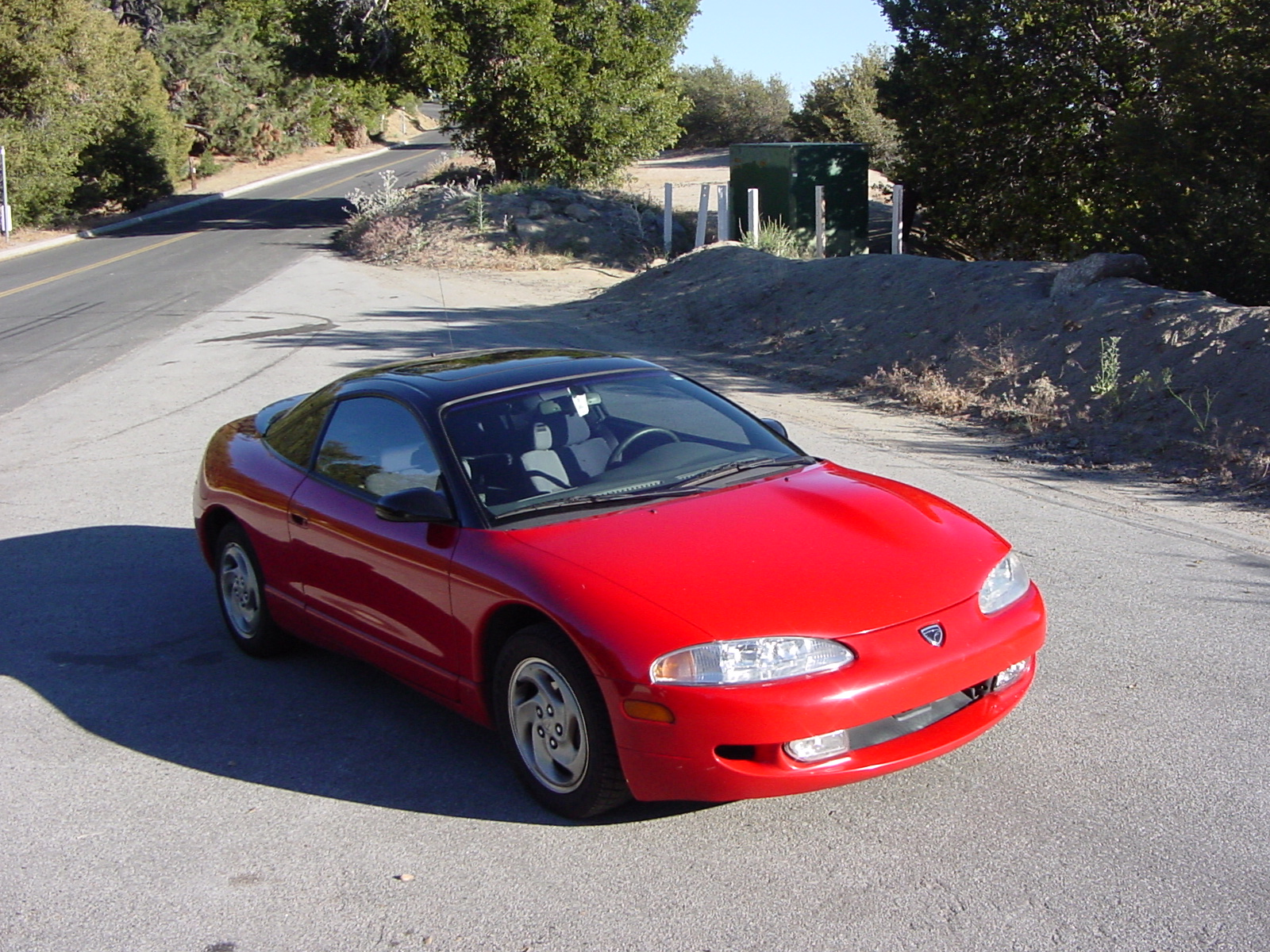
Eagle Talon uit 1995.

Eagle was een Amerikaans automerk dat van 1988 tot 1998 bestond en bij Chrysler hoorde. Eagle werd geïntroduceerd volgend op Chryslers overname van American Motors in 1987. Eagle richtte zich vooral op klanten van importmerken en concurreerde aldus met merken als Audi, Mercedes-Benz en Volvo.

## Geschiedenis
Chrysler kocht American Motors Corporation van Renault in 1987. American Motors bestond uit de merken AMC en Jeep. Chrysler schrapte de naam AMC en verving hem door Eagle, een voormalige modelnaam van AMC. Eagle en Jeep werden daarop ondergebracht in de Eagle-Jeep-divisie.
Chrysler verbond zich er ook toe na de verkoop Renaults te verkopen. Dat leidde tot de Eagle Premier en ook de Eagle Medallion, in feite een Renault 21. Beide waren ontwikkeld door AMC en Renault. Verder verkocht Eagle vooral modellen van Chryslers andere merken en Mitsubishi's met een Eagle-embleem.
Uiteindelijk concurreerde Eagle met gelijkaardige modellen van Chrysler en Dodge. Begin jaren 1990 werd besloten om de Eagle-Jeep divisie onder te brengen bij Chrysler-Plymouth. Een van de redenen hiervoor was dat men de Chrysler-dealers een Sports Utility Vehicle wilde geven. De markt voor SUV's groeide enorm in die periode en daarom was Jeep zeer succesvol.
Eagle werd geleidelijk aan uitgefaseerd. In 1996 werd het model van Mitsubishi-origine, de Eagle Summit, stopgezet. Een jaar later gebeurde hetzelfde met de Eagle Vision. De opvolger van dit model ging naar Chrysler en werd de Chrysler 300M. In oktober 1997 kondigde Chrysler het stopzetten van het merk aan. In 1998 werd ook de Talon, Eagles enige overgebleven model, stopgezet en was het merk verdwenen.

## Modellen
- 1988-1992: Eagle Premier
- 1988-1989: Eagle Medallion
- 1989-1996: Eagle Summit
- 1989-1992: Eagle Vista
- 1990-1998: Eagle Talon
- 1991-1992: Eagle 2000GTX
- 1993-1997: Eagle Vision